# Kira Georgievna Muratova
Kira Georgievna Muratova (tiếng Romania: Kira Gheórghievna Muratova; tiếng Nga: Кира Георгиевна Муратова; tiếng Ukraina: Кіра Георгіївна Мура́това; nhũ danh Korotkova, 5 tháng 11 năm 1934 – 6 tháng 6 năm 2018) là một đạo diễn, nhà biên kịch và nữ diễn viên người Ukraina gốc România/Do Thái, nổi danh nhờ phong cách chỉ đạo khác thường.
Những bộ phim của Muratova phải trải qua một lượng lớn khâu kiểm duyệt ở Liên Xô, song bà vẫn vươn tầm trở thành một trong những nhân vật hàng đầu của điện ảnh Ukraina và điện ảnh Nga. Muratova có thể xây dựng được sự nghiệp phim ảnh rất thành công từ thập niên 1960 trở đi. Bà là Nghệ sĩ Nhân dân Ukraina (1989); Viện sĩ của Viện Hàn lâm Nghệ thuật Ukraina (1997). chủ nhân giải thưởng quốc gia Shevchenko (1993) (đứng thứ 12 trong danh sách đoạt giải năm 1993); giải thưởng quốc gia Oleksandr Dovzhenko (2002). Muratova dành phần lớn sự nghiệp nghệ thuật ở Odesa, sáng tác đa số bộ phim ở hãng phim Odesa.
Sự nghiệp của Muratova có thể được miêu tả là 'một trong những sự nghiệp nghệ thuật đặc biệt và độc đáo nhất trong tạo dựng thế giới điện ảnh.'

## Cuộc đời và sự nghiệp

### Những năm đầu đời
Kira Korotkova sinh năm 1934 ở Soroca, Romania (tức Moldova ngày nay), có cha người Nga và mẹ người Do Thái. Cha mẹ bà đều là những đảng viên tích cực của Đảng Cộng sản. Cha bà tên tiếng Romania: Gheorghe Corotcov, tiếng Nga: Юрий Коротков (1907–1941), ông đã tham gia vào phong trào kháng chiến chống phát xít trong Thế chiến II, rồi bị quân đội Romania bắt giữ và xử bắn sau khi thẩm vấn. Sau khi hết chiến tranh, Kira sống cùng mẹ ở Bucharest; mẹ bà tên là tiếng Romania: Natalia Corotcov-Scurtu, was born  Reznic, (1906–1981), ban đầu bà là một bác sĩ phụ khoa, ròi sau theo đuổi sự nghiệp chính trị ở Cộng hòa Xã hội chủ nghĩa România.
Năm 1959, Kira tốt nghiệp Học vện Điện ảnh Gerasimov ở Moskva chuyên ngành đạo diễn. Sau khi tốt nghiệp, Korotkova đảm nhận vị trí đạo diễn cùng hãng phim Odesa Film Studio ở Odesa - một thành phố cảng ở Biển Đen gần quê hương Bessarabia. Bà đạo diễn bộ phim điện ảnh đầu tay vào năm 1961 và hoạt động cùng hãng phim cho tới khi họ phát sinh mâu thuẫn chuyên môn, buộc bà phải chuyển tới Leningrad vào năm 1978. Tại đây, bà làm một phim với hãng Lenfilm Studio, rồi ngay sau đó trở lại Odesa. Những bộ phim của Muratova thường xuyên bị giới chức Xô Viết phê bình do ngôn ngữ điện ảnh cá nhân của bà không tuân theo các chuẩn mực của hiện thực xã hội chủ nghĩa. Học giả điện ảnh Isa Willinger đã so sánh hình thái điện ảnh của Muratova với trào lưu avant-garde của Liên Xô, đặc biệt là cách làm phim lôi cuốn của Eisenstein. Muratova nhiều lần bị cấm hành nghề đạo diễn trong nhiều năm..
Kira đã kết hôn với đồng nghiệp ở hãng phim Odesa - Oleksandr Muratov vào đầu thập niên 1960 và họ cùng nhau chế tác một số bộ phim. Hai người có một cô con gái tên Marianna, song sớm ly hôn và Muratov chuyển đến Kyiv để bắt đầu làm phim với Hãng phim Dovzhenko. Kira Muratova giữ họ của chồng cũ, bất chấp sau này bá kết hôn với Evgeny Golubenko - họa sĩ và nhà thiết kế sản xuất ở Leningrad.

### Thời hậu Xô viết
Ở thập niên 1990, Muratova bắt đầu một giai đoạn sự nghiệp cực kỳ thăng hoa, cứ hai hoặc ba năm là bà quay một phim điện ảnh, thường hợp tác với chung dàn diễn viên và ê-kíp làm phim. Tác phẩm Астенический синдром (1989) của bà được miêu tả là 'một kiệt tác của chủ nghĩa phi lý' và là phim duy nhất bị cấm (do khỏa thân ở nam và nữ) trong thời kỳ perestroika của Liên Xô. Những bộ phim khác của bà được phát hành trong thời gian này gồm Чувствительный милиционер (1992), Увлеченья (1994),Три истории (1997) và phim ngắn Letter to America (1999).
Hai nữ diễn viên liên tục được chọn đóng phim của Muratova là Renata Litvinova và Natalya Buzko. Những bộ phim của Muratova thường là tác phẩm do Ukraina sản xuất, hoặc do Ukraina và Nga hợp tác sản xuất, luôn bằng tiếng Nga, dẫu cho Muratova có thể nói tiếng Ukraina và không phản đối Ukraina hóa nền điện ảnh Ukraina. Muratova ủng hộ những người biểu tình Euromaidan và cả cuộc nổi dây của Ukraina năm 2014.
Những bộ phim của Muratova đã được trình chiếu ở nhiều Liên hoan phim quốc tế, gồm Berlin (1990, 1997), Cannes, Moskva, Roma, Venezia và nhiều nơi khác.
Cùng với Aleksandr Sokurov, Muratova được xem là đạo diễn phim tiếng Nga đặc sắc nhất. Những tác phẩm của bà có thể được xem là hậu hiện đại, sử dụng chủ nghĩa chiết trung, giễu nhại, dựng phim bị gián đoạn, kể chuyện bị ngắt lời, kích thích âm thanh và hình ảnh, cùng tính hài hước sâu cay phản ánh một xã hội bạo lực, vô cảm, trống rỗng về mặt đạo đức. Trong phim Три истории, bà khám phá cái ác ẩn sau vỏ bọc đẹp đẽ... ngây thơ bên ngoài, và thể xác là phần trang trí.'  Bà là người ngưỡng mộ Sergei Parajanov; sự chú trọng vào 'chủ nghĩa trang trí' của Muratova được liên hệ tới phong cách tương tự của Sergei, và phong cách ấy cũng là phản hiện thực, với chi tiết 'lặp lại nhào nặn nên mọi khả năng'. Với bộ phim cuối Eternal Homecoming, bà truyền tải hiệu quả về chính nền điện ảnh đang dang dở, nó gần như thể là 'cuộn phim điện ảnh cứ xâu chuỗi rồi lại rối, xâu chuỗi rồi lại rối'.

### Ghi nhận và giải thưởng
Chỉ trong thời kỳ Perestroyka, Muratova mới nhận được đông đảo sự ghi nhân và các giải thưởng đầu tiên. Năm 1988, Liên hoan phim nữ quốc tế Créteil (Pháp) lần đầu trình chiếu đoạn phim hồi tưởng các tác phẩm của bà. Bộ phim Среди серых камней được trình chiếu ở hạng mục Un Certain Regard của Liên hoan phim Cannes 1988.
Năm 1990, bộ phim Астенический синдром của bà thắng giải Gấu Bạc - Giải Lớn của ban giám khảo tại Liên hoan phim Berlin. Năm 1994, bà được trao Huân chương Leopard vì cuộc đời nghệ thuật tại Liên hoan phim quốc tế Locarno (Thụy Sĩ) và vào năm 2000, bà được tặng Giải thưởng Tự do Andrzej Wajda. Năm 1997, bộ phim Три истории được dự thi tại Liên hoan phim quốc tế Berlin lần thứ 47.
Năm 2002, bộ phim Чеховские мотивы được dự thi Liên hoan phim quốc tế Moskva lần thứ 24. Tác phẩm The Tuner của bà được trình chiếu ở Liên hoan phim Venezia 2004. Các bộ phim của bà thắng giải Nika của Nga vào các năm 1991, 1995, 2005, 2007, 2009 và 2013. Năm 2005, một đoạn phim hồi tưởng bà đã được trình chiếu ở Trung tâm Lincoln tại thành phố New York. Năm 2013, một phần chương trình nhìn lại chi tiết các bộ phim của bà được chiếu tại Liên hoan phim quốc tế Rotterdam.

### Danh hiệu

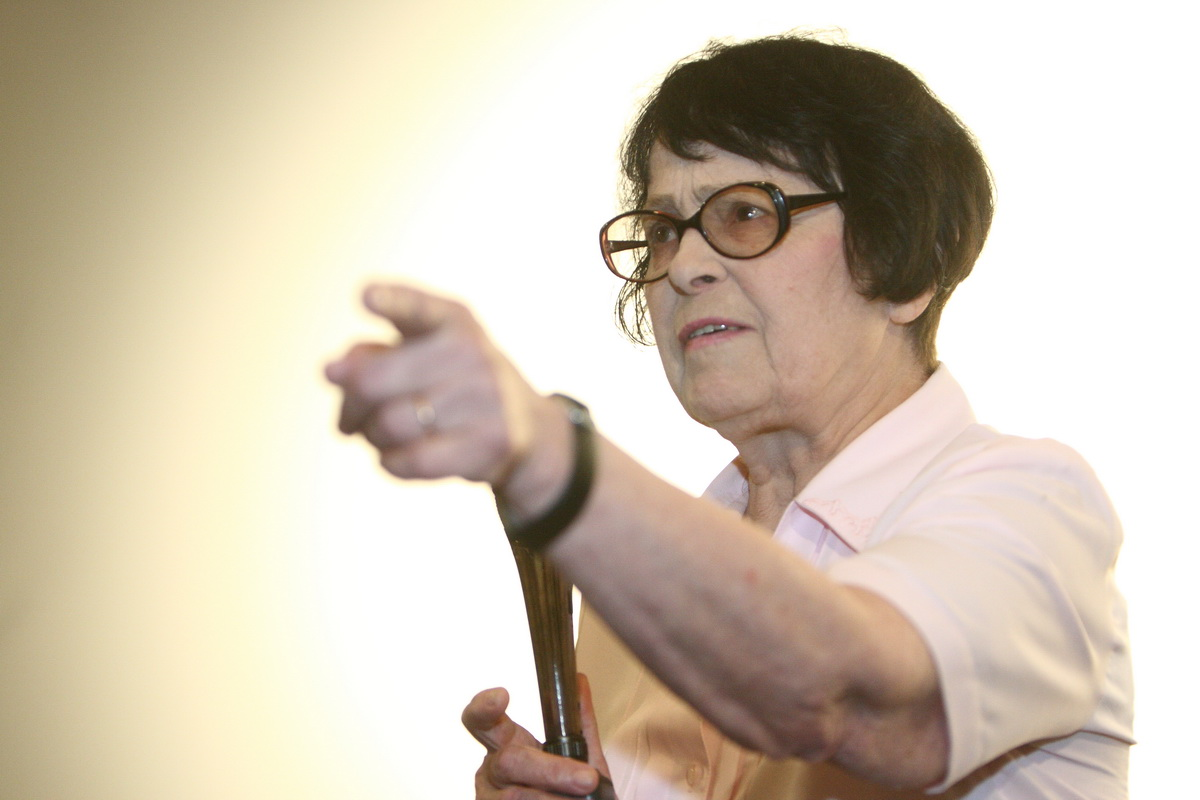
Muratova hướng dẫn tại lớp học master class cá nhân ở Liên hoan phim quốc tế Odesa.

- Huân chương Công trước Yaroslav Thông thái
- Huân chương Tình bạn
- Nghệ sĩ Nhân dân Ukraina
- Giải thưởng quốc gia Shevchenko (1993)

## Danh sách phim
| Năm  | Tựa gốc                   | Tựa tiếng Anh                       | Đạo diễn | Biên kịch | Diễn viên              | Ghi chú                                                                          |
| ---- | ------------------------- | ----------------------------------- | -------- | --------- | ---------------------- | -------------------------------------------------------------------------------- |
| 1961 | У Крутого Яра             | By the Steep Ravine                 | Có       | Có        |                        | với Aleksandr Muratov                                                            |
| 1964 | Наш честный хлеб          | Our Honest Bread                    | Có       |           | vai Agapa              | với Aleksandr Muratov                                                            |
| 1967 | Короткие встречи          | Brief Encounters                    | Có       | Có        | vai Valentina Ivanovna |                                                                                  |
| 1971 | Долгие проводы            | The Long Farewell                   | Có       |           |                        |                                                                                  |
| 1972 | Россия                    | Russia                              |          |           |                        | Phim tài liệu, với Theodore Holcomb                                              |
| 1978 | Познавая белый свет       | Getting to Know the Big, Wide World | Có       | Có        |                        |                                                                                  |
| 1983 | Среди серых камней        | Among Grey Stones                   | Có       |           |                        | Bị Muratova bỏ sau đợt kiểm duyệt chính trị lớn (được đề tên là "Ivan Sidorov" ) |
| 1987 | Перемена участи           | Change of Fate                      | Có       | Có        |                        |                                                                                  |
| 1989 | Астенический синдром      | The Asthenic Syndrome               | Có       | Có        |                        |                                                                                  |
| 1992 | Чувствительный милиционер | The Sentimental Policeman           | Có       | Có        |                        |                                                                                  |
| 1994 | Увлеченья                 | Passions                            | Có       |           |                        |                                                                                  |
| 1997 | Три истории               | Three Stories                       | Có       |           |                        |                                                                                  |
| 1999 | Письмо в Америку          | Letter to America                   | Có       |           |                        | Phim ngắn                                                                        |
| 2001 | Второстепенные люди       | Minor People                        | Có       | Có        |                        |                                                                                  |
| 2002 | Чеховские мотивы          | Chekhov's Motifs                    | Có       | Có        |                        |                                                                                  |
| 2004 | Настройщик                | The Tuner                           | Có       | Có        |                        |                                                                                  |
| 2005 | Справка                   | Certification                       | Có       |           |                        | Phim ngắn                                                                        |
| 2006 | Кукла                     | Dummy                               | Có       |           |                        | Phim ngắn                                                                        |
| 2007 | Два в одном               | Two in One                          | Có       |           |                        |                                                                                  |
| 2009 | Мелодия для шарманки      | Melody for a Street-organ           | Có       | Có        |                        |                                                                                  |
| 2012 | Вечное возвращение        | Eternal Return                      | Có       | Có        |                        |                                                                                  |

## Sách
Theo sáng kiến của nhà bảo trợ nghệ thuật Yuri Komelkov, Atlant UMC đã xuất bản một album về sự nghiệp nghệ thuật của Kira Muratova. Ở album này, tác giả các bức hình là Konstantin Donin tự nhốt mình trong các khung hình phim trường, vào vai một phóng viên chụp ảnh của bộ phim Two-in-one.
Năm 2005, một nghiên cứu về cuộc đời và sự nghiệp nghệ thuật của Muratova được I.B. Tauris xuất bản trong loạt sách KINOfiles Filmmakers' Companion.

## Tư liệu tham khảo
- Donin [Донин, К. А.]. Кадр за кадром: Кира Муратова. Хроника одного фильма. К.: ООО «Атлант-ЮЭмСи», 2007. 119 с. ISBN 978-966-8968-11-2. (bằng tiếng Nga)